# Автобан A3 (Німеччина)
Федеральний автобан 3 (A3, нім. Bundesautobahn 3) — автобан у Німеччині, що пролягає від німецько-нідерландського кордону поблизу Везеля на північному заході до німецько-австрійського кордону поблизу Пассау.
Основні міста на його загальній протяжності 778 км (483 милі) включають Обергаузен, Дуйсбург, Дюссельдорф, Леверкузен, Кьольн, Вісбаден, Франкфурт, Вюрцбург, Нюрнберг і Регенсбург. A3 є основним сполученням між Рейнсько-Рурський регіон та південною Німеччиною, що призводить до інтенсивного трафіку. Отже, великі частини мають три смуги (плюс жорстке узбіччя) у кожному напрямку, включаючи 300-кілометрову (187,5 миль) ділянку між Обергаузеном і Ашаффенбургом.
A3 проходить повз аеропорт Франкфурта.

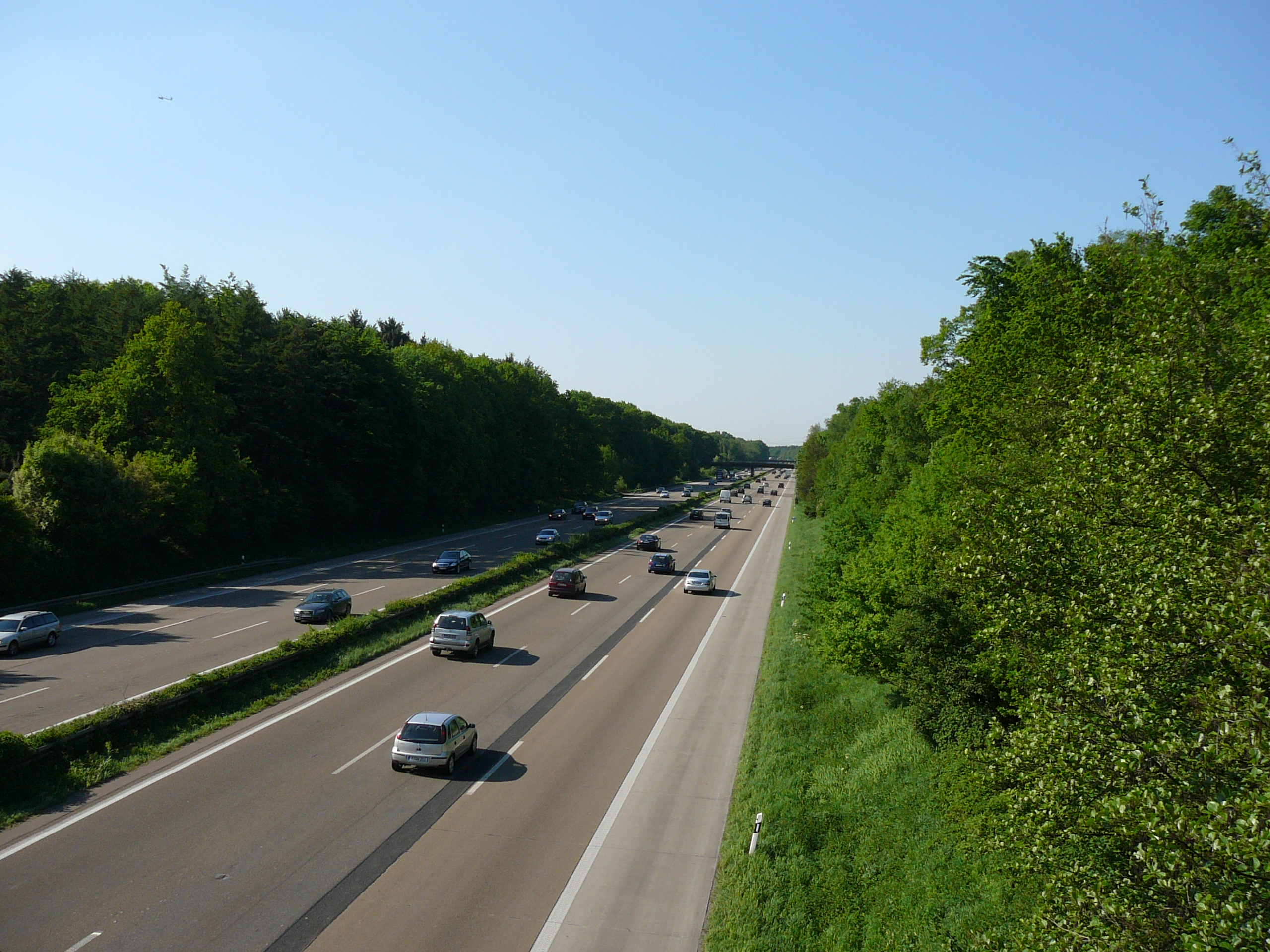
A3 між Дюссельдорфом і Леверкузеном.